# Arbitragem comercial internacional
A arbitragem é um método de resolução de conflitos dentre as chamadas ADR – Alternative Dispute Resolution – em que o litígio é decidido por um árbitro privado escolhido pelas partes por uma convenção também privada. Esse instituto permite às partes escolher tanto o árbitro quanto a sede e as leis aplicáveis à arbitragem, o que é especialmente relevante no contexto do comércio internacional.

## Arbitragem como meio de solução de conflitos
A arbitragem é um procedimento de solução de conflitos em que um ou mais árbitros decidem sobre um embate entre duas ou mais pessoas. O que dá aos árbitros poder para decidir conflitos não é o Estado, como acontece com o juiz no processo judicial, mas sim uma convenção privada entre as partes regida pela Câmara Arbitral tratante da causa. A arbitragem funciona como uma espécie de justiça privada, que pode subtrair das jurisdições de direito comum, públicas, os litígios cujas partes escolherem se comprometer a um procedimento arbitral. O elemento da escolha é muito importante, de modo que não pode haver arbitragem sem o mútuo acordo entre as partes. Pode-se dizer que a arbitragem tem como seu primeiro e mais importante princípio assentado na autonomia da vontade das partes. O processo arbitral apresenta três fases: a pré-arbitral, arbitral e pós-arbitral. Na primeira tem-se o acordo arbitral, pelo qual as partes se submetem à arbitragem. A segunda fase é a fase procedimental, que se dará de acordo com a lei escolhida pelas partes. Finalmente, na terceira fase há ou a execução da sentença, por meio de homologação da sentença arbitral pelo Estado que a executará, ou a anulação da sentença pelo mesmo Estado.
O acordo entre as partes pode ocorrer antes do conflito ou quando este já tiver ocorrido. O acordo anterior sempre se reporta a um contrato entre as partes e surge na forma de uma cláusula arbitral – ou cláusula compromissória – nele inserido. A cláusula pode simplesmente comprometer as partes a se submeter a uma arbitragem se houver qualquer conflito – cláusula vazia – ou então mencionar quais serão os árbitros, a câmara arbitral, quais serão as leis aplicáveis ou que tipo de conflito será submetido a esse procedimento, configurando uma cláusula cheia.
As partes também podem realizar um acordo arbitral após a instauração do conflito, por meio de um compromisso arbitral. Diferentemente da cláusula arbitral, que está ligada ao contrato, o compromisso pode envolver questões não-contratuais. No caso de cláusula arbitral vazia, também é necessário um compromisso arbitral após o início do conflito, para que se decida quais serão os árbitros, leis aplicáveis, etc.
O poder que as partes litigantes têm de escolher o que irá regular o procedimento arbitral, bem como quem irá julgar o conflito, é o que torna esse método cada vez mais relevantes, principalmente no meio do comércio internacional. Aí entra a Arbitragem Comercial Internacional, que envolve partes de lugares diferentes do mundo. Ela acompanha um processo de relativização da soberania estatal e de construção de leis que superem aquelas do comércio nacional, seja sob a forma de tratados e convenções como de recomendações e "leis-modelo". No mesmo sentido, tem-se diversas instituições arbitrais, que organizam e administram as arbitragens, de caráter público e privado, nacional e internacional.

### Diferenças entre outros métodos de ADR
A arbitragem, assim como o processo judicial, é um meio de solução de conflitos por heterocomposição, enquanto meios como a mediação, a negociação e a conciliação são por autocomposição. No processo arbitral, a decisão será imposta por um terceiro (árbitro), enquanto nos mecanismos por autocomposição a palavra final vem das próprias partes. Alguns meios por autocomposição, contudo, também têm a presença de terceiros, como a mediação e a conciliação, ao passo que na negociação participam somente as partes. Pode haver também métodos híbridos, que combinam mediação, arbitragem e outros.

## Arbitragem nos Contratos Internacionais
A arbitragem nacional se diferencia da arbitragem internacional de forma semelhante aos contratos nacionais e internacionais. No primeiro caso "acham-se presentes, em geral, elementos conectados a um mesmo sistema legal, as partes tem residência no mesmo Estado(…)" enquanto em casos de arbitragem internacional existe o envolvimento de mais de um sistema legal e a possibilidade de um laudo arbitral estrangeiro, que deverá ser reconhecido em outros países por meio de homologação.
Ou seja, a arbitragem internacional acontece quando envolve partes de duas nacionalidades diferentes, quando o procedimento ocorre em território distinto do país de origem das partes, ou quando se aplica as normas de outro sistema legal.
Uma das principais vantagens da arbitragem internacional é a de garantir a neutralidade da decisão, assim como de evitar a lentidão dos procedimentos judiciais internos dos Estados. As partes têm a oportunidade de escolher os métodos de decisão a serem utilizados e garantir a confidencialidade desta. Este último fator é especialmente relevante, uma vez ajuda a resguardar os segredos comerciais e industriais do negócio – algo que não seria possível se o caso fosse levado ao sistema judiciário estatal. Além disso, a neutralidade dos negócios jurídicos poderá ser preservada, uma vez que o processo de arbitragem pode se dar em um terceiro país, livre de qualquer parcialidade ou preconceito.

### Cláusula Arbitral
A cláusula arbitral (ou cláusula compromissória) demonstra um acordo entre as partes anterior ao conflito. Ela tem a função de definir a arbitragem como forma de solução de conflito e evitar a necessidade de acesso ao Judiciário. Consta como manifestação de vontade entre as partes e tende a ter a característica de severabilidade do contrato principal. Isso implica que o acordo referente ao uso da arbitragem foi estabelecido como cláusula em um contrato, mas não deixa de ser autônomo e pode continuar a ser válido mesmo quando o próprio contrato for considerado nulo.
Tais cláusulas sempre foram comuns na prática brasileira, embora seu valor compulsório e executável tenha demorado anos para se constituir, só tendo verdadeira eficácia após a vigência da Lei 9.307 de arbitragem em 1996.

### No Brasil
Devido principalmente a uma época de forte paternalismo estatal anterior à vigência da Lei de Arbitragem (L nº 9.307/96), não existia regulação própria de arbitragem no Brasil, pois este mecanismo de solução era visto de forma negativa – extrapolando os limites da iniciativa privada e ultrapassando os poderes do Judiciário e do Estado. Por estes motivos, a cláusula compromissória não tinha grande eficácia no início do século vinte, valendo apenas como mera promessa entre as partes, que poderia facilmente ser desfeita por meio de ação judicial.
Aos poucos a cláusula arbitral foi ganhando maior credibilidade e o Judiciário passou a aceitar a solução por perdas e danos (embora esta devesse estar prevista no próprio contrato).
Finalmente, devido ao grande uso desta forma de solução de controvérsias no país e a ratificação de tratados internacionais referentes à arbitragem (como o tratado de Genebra), a Lei de Arbitragem passou a permitir que as decisões arbitrais tivessem eficácia judicial, cabendo a homologação de sentença apenas para exame de eficácia da decisão, e não para a análise do mérito.

### Decisões Arbitrais
Como uma das maiores finalidades da arbitragem é a possibilidade das partes escolherem os mecanismos de solução de controvérsia e os pontos a serem tratados, é essencial que o procedimento de arbitragem se atenha aos requisitos apresentados. É muito comum que as partes resolvam adotar um método chamado en:framing of the question, de limitar o procedimento a certas especificidades do caso – sendo somente estas as questões que devem ser julgadas pela arbitragem ou até mesmo o uso de uma Câmara Arbitral para julgamento da causa.
A sentença proferida pelo juiz de arbitragem tem valor judicial e poderá ser executada. Todavia, enquanto a decisão em si é difícil de contestar por meio judicial, o procedimento adotado pode ser usado pela parte insatisfeita para alegar a nulidade da sentença – basta provar que a arbitragem atuou em questões que não estavam em seu poder de jurisdição.
Nota-se ainda que seria possível voltar a convocar o juiz de arbitragem caso existam dúvidas quanto à sentença proferida, ou se houver necessidade de exigir a execução forçado por uma das partes.

### Homologação de sentença arbitral
Atualmente, a homologação de sentença arbitral foi suprida, servindo somente para averiguar a validade do procedimento adotado pela arbitragem, e não a legitimidade o laudo arbitral, o qual já tem efeitos de sentença judicial. Desta forma, é possível que um tribunal local julgue a decisão arbitral como sendo nula por não cumprir com o que foi pedido pela partes, ou com o que constava na cláusula arbitral (qualquer fator referente ao valor extrínseco da decisão), mas a decisão em si (em seu valor intrínseco) não poderá ser contestada. O tribunal local não tem competência para fazer qualquer análise referente à questão de mérito. Esta limitação ao Poder Judiciário estatal é muito importante, pois preserva as principais vantagens de um processo arbitral (ex: confidencialidade).
Logo, a melhor forma de contestação da decisão para uma parte insatisfeita seria alegar a nulidade do próprio procedimento arbitral adotado pelo árbitro, em vez da sentença arbitral.
Esta mudança se dá principalmente devido ao valor da cláusula arbitral e o fato de a existência deste procedimento implicar em um compromisso entre as partes. Sentença arbitral que for proferida dentro do próprio país (no caso, o Brasil) não necessita de homologação para ser validada, mesmo tendo como base para decisão a legislação de outro país. Desta forma, a sentença arbitral tem reconhecimento no país e poderá ser executada. Qualquer sentença arbitral proferida no exterior (mesmo aquelas baseadas em contratos firmados no Brasil e leis nacionais) deverá ser homologada para ter validade e ser executada em território nacional.

## Legislação: Harmonização Internacional e Regulamentação Nacional
Considerando a importância e maior utilização do instituto da arbitragem, várias instituições ligadas à arbitragem privada internacional elaboraram regras procedimentais específicas, com o objetivo de estruturar melhor os procedimentos dessa prática. Exemplificando, a CCI elaborou nesse sentido o seu Regulamento de Conciliação em 1988, a en:American Arbitration Association (AAA) utiliza-se das e:Commercial Mediation Rules, entre outros. É imprescindível também mencionar as regras de arbitragem criadas pela UNCITRAL (e:United Nations Comission on International Trade Law).
Em uma situação de conflito no âmbito comercial internacional, é possível para as partes escolherem entre a instituição de um tribunal arbitral ad hoc (no qual as próprias partes determinam as regras processuais a serem seguidas pelo tribunal durante o procedimento arbitral) ou de um tribunal arbitral institucional. Geralmente, optam as partes por aplicar o referido Regulamento de Arbitragem da UNCITRAL ou as regras procedimentais de um tribunal arbitral institucional. Rechsteiner entende que a tendência moderna seria de justamente seguir a Lei Modelo da UNCITRAL.
Considerando a insuficiência das normas em vigor do Código de Processo Civil Brasileiro sobre arbitragem, destacam-se as imensas vantagens das partes em escolher as regras procedimentais, mais adaptadas ao caso em questão e mais adequadas às necessidades do comércio internacional.
A atual legislação brasileira não diferencia entre arbitragem interna e internacional, embora haja na Lei de Arbitragem dispositivos específicos relacionados à homologação e à execução de laudos arbitrais estrangeiros no país.
Há diversos Tratados e Convenções internacionais que contribuem para o conjunto de normas que regulam a questão da arbitragem, tais como a Convenção Interamericana sobre Arbitragem Comercial Internacional (de 1975), a Convenção de Nova Iorque sobre o Reconhecimento e a Execução de Sentenças Arbitrais Estrangeiras e as regras de mediação e de arbitragem da convenção referente à constituição da MIGA (e:Multilateral Investment Guarantee Agency). Entre os outros tratados multilaterais mais importantes, ressalta-se:
- Protocolo de Genebra sobre cláusulas arbitrais de 1923
- Convenção de Genebra concernente à Execução de Laudos Arbitrais Estrangeiros de 1927
- Convenção Européia sobre Arbitragem Comercial Internacional de 1961.
- Convenção de Washington de 1965 para a Solução de controvérsias sobre Investimentos entre Estados e Nacionais de outros Estados

### Lei n. 9.307/1996 – A Lei de Arbitragem
Apesar da arbitragem ser conhecida de longa data no direito brasileiro (uma vez que foi adotada em nossa legislação desde o Código Comercial de 1850, integrando o Código Civil posteriormente), não se pode dizer que essa modalidade era amplamente utilizada ou vista com obrigatoriedade pelos contratantes brasileiros. Isso ocorreu, pois a cláusula compromissória (que obrigava as partes à arbitragem) não importava um verdadeiro compromisso para obrigar os contratantes à sua efetiva realização até o advento da Lei n. 9.307/96, ou Lei da Arbitragem, que conferiu ao instituto da arbitragem uma efetividade operacional inédita no Brasil.
Com a promulgação dessa lei, aqueles contratantes que estavam acostumados a levar todos os seus problemas à instância judicial e desconsiderar a obrigação pactuada na cláusula compromissória já não poderiam optar por isso de maneira deliberada, dada a obrigatoriedade da cláusula compromissória no direito brasileiro com a existência da Lei da Arbitragem. Objetivou-se, assim, provocar uma mudança de resolução de conflitos comerciais internacionais, considerando já não ser mais possível esperar que a Justiça estatal solucione todas essas pendências privadas.
Em relação à harmonização internacional e a regulamentação nacional, por essa lei, fica permitido às partes que estipulem a aplicabilidade na convenção arbitral do conjunto de normas que regerá as questões existentes no conflito – conforme se evidencia no art. 2 da Lei n. 9.307/96. Ou seja, o legislador prestigiou na arbitragem o princípio da autonomia da vontade, que possibilita aos contratantes exercer livremente a escolha da legislação à qual queiram se submeter, limitando-se somente nas questões de ordem pública e das leis imperativas.
Denota-se, assim, a possibilidade de "desnacionalização" dos contratos internacionais e também, em alguns casos, dos contratos internos,  por meio da utilização da lex mercatoria (ou costumes e práticas do Direito Comercial Internacional) codificada, contida nesses princípios ou conjunto de normas. Atenta-se somente para a necessidade de estudos comparados da legislação brasileira com esse conjunto de normas a ser optado pelas partes, a fim de determinar, de maneira geral, somente a sua compatibilidade ou não com as regras vigentes.
Também é relevante apontar que, de acordo com os arts. 31, 32 e 34 da referida lei, a decisão final dos árbitros produzirá os mesmos efeitos de uma sentença estatal, atribuindo à sentença condenatória a classificação de um título executivo, que assume uma categoria judicial, mesmo não originada do Poder Judiciário. Tal observação é determinante para reforçar o caráter de obrigatoriedade e efetividade em se optar pela arbitragem como meio de resolução de conflito na esfera privada internacional.

## As Câmaras de Arbitragem Comercial Internacional
Denotando a existência de alguns órgãos de arbitragem (como a e:AAA, CCI, e:IACAC – Interamerican Commercial Arbitration Comission),  e seus distintos processos de condução da arbitragem, vale explorar o procedimento da principal câmara para Arbitragem Comercial Internacional atualmente: a Câmara de Comércio Internacional (CCI), entidade essa que está inegavelmente entre as instituições de maior prestígio mundial nesse campo.
Primeiramente, cabe apontar que a tramitação do procedimento arbitral CCI obedece a um Regulamento (baixado no dia 1 de janeiro de 1988), completado por um Estatuto e pelas chamadas Regras Internas de Funcionamento – disponíveis em diversos idiomas e com fácil acessibilidade.

### Estrutura
Atualmente, a Corte é composta por representantes de mais de 50 países, contando com um Presidente, diversos Vice-Presidentes, e de um Secretariado. Esse, por sua vez, detém, além de seu titular, um Consultor Jurídico, seis Conselheiros e um staff administrativo capacitado a cumprir as múltiplas tarefas envolvidas.

### Processo
O processo tem seu início quando a parte envolvida em determinado negócio, entendendo-se prejudicada e, ao mesmo tempo, amparada por cláusula contratual que preveja a arbitragem CCI, postula reclamação contra a parte adversa (assemelhando-se a uma petição inicial).
Depois da efetiva comunicação do feito pelo Secretariado,o réu disporá de um prazo de 30 dias para apresentar sua defesa (nos moldes de uma contestação), sugerindo um árbitro de sua escolha. A partir desse momento, a Corte se vê desde logo envolvida para confirmar ou não os árbitros escolhidos pelas partes, além de ratificar ou não a nomeação do terceiro componente do painel. Cabe lembrar que o árbitro único ou o Presidente do Tribunal há de ter nacionalidade diversa das partes, salvo em circunstâncias excepcionais.
Destaca-se também a relevante questão material do pagamento correspondente ao adiantamento dos custos da arbitragem, calculados em função de tabelas, compreendendo até mesmo os honorários previstos em favor dos árbitros.
Satisfeita a questão financeira, parte-se para a elaboração para um importante documento processual, denominado "Ato de missão" ou "Termos de Referência", que objetiva primordialmente fixar entre as partes e o Tribunal, a natureza do conflito, sua quantificação em valores e estabelecer as "regras do jogo", tais como a lei aplicável. O Ato de Missão deve ser assinado por todos em comunicado à Corte para conhecimento.
Tem-se início, assim, a fase instrutória da CCI, para análise dos fatos e do Direito. Nela, procedem os árbitros à realização de audiências para tomar depoimentos das partes e das testemunhas, bem como para a produção de exames periciais.
Terminada a fase de instrução, os julgadores passam aos trabalhos de deliberação e a redação do laudo, com força de sentença judicial, sendo admissível a formulação dos votos vencidos, se for o caso. Chega-se assim à última etapa do procedimento, com o depósito original da sentença junto ao secretariado da Corte, ao qual notifica-se as partes da decisão proferida. A possível publicidade do julgamento dependerá sempre de autorização expressa dos litigantes, na sua totalidade.
Finalmente, cabe lembrar que, como já visto, embora toda decisão arbitral seja final e inapelável, essa disposição teria que ser interpretada com certas reservas, já que algumas legislações nacionais, como a brasileira, admitem no processo de homologação judicial uma eventual contestação (arts. 33 e 38 da Lei da Arbitragem).